# یوتاب
یوتاب یا یوتاپا خواهر آریوبرزن پادشاه محلی ماد آترپاتن، ایالتی از ایران در زمان اشکانیان و دوره حکومت فرهاد چهارم اشکانی بوده است.